# Carl Limnell
Carl Abraham Limnell, född 25 februari 1825, död 3 juli 1882 i Stockholm, var en svensk väg- och vattenbyggnadsingenjör.
Efter studentexamen 1844 och officersexamen 1847 studerade Limnell vid Högre artilleriläroverket på Marieberg, där han utexaminerades från fortifikationskursen 1853 och civilingenjörskursen 1856. Han blev löjtnant i Ingenjörskåren 1847, underlöjtnant i armén, löjtnant i Väg- och vattenbyggnadskåren 1856, kapten där 1860 och erhöll avsked därifrån 1863.
Limnell blev vid statens järnvägsbyggnader byråingenjör 1856 och chefens adjutant 1857. Vid Statens Järnvägar blev han byråchef 1863 och överdirektör för byråavdelningen 1881. Han avled i lunginflammation.  
Limnell var son till tullkontrollören Carl Christian Limnell och Ulla Löwenstedt. Fadern dog 1827 och modern försörjde sig och sina två barn som husföreståndarinna hos lagman Callerholm och värdinna i ecklesiastikministern, senare ärkebiskopen, Henrik Reuterdahls hem.
Limnell gifte sig 1860 med änkan Fredrika Svedbom som i Svedbom-Hellzéns familjeföretag Wifstavarfs AB var mycket rik genom god avkastning från företaget. 
Tillsammans med sin hustru byggde Carl Limnell 1867 den exklusiva sommarvillan Villa Lyran i schweizerstil, med utsikt över Mälaren, vid det som då kallades Leopolds lyra, där numera stadsdelen Bredäng, Stockholm ligger. Där träffades den litterära och konstnärliga eliten sommarmånaderna under 1870- och 1880-talen. När hösten kom använde paret Limnell sin stora salong i bostaden, i Gustav Horns palats, för liknande sammankomster.